# Bathypathes tenuis
Bathypathes tenuis är en korallart som beskrevs av Brook 1889. Bathypathes tenuis ingår i släktet Bathypathes och familjen Schizopathidae. Inga underarter finns listade i Catalogue of Life.